# Port lotniczy Asunción
Port lotniczy Asunción (IATA: ASU, ICAO: SGAS) – międzynarodowy port lotniczy położony 9 km na północ od Asunción. Jest największym portem lotniczym w Paragwaju.

## Linie lotnicze i połączenia
| Linia lotnicza         | Kierunek                                                                                      |  |
| ---------------------- | --------------------------------------------------------------------------------------------- |  |
| Aeorolineas Argentinas | 1. Buenos Aires- Jorge Newbery                                                                |  |
| Air Europa             | 1. Madryt-Barajas                                                                             |  |
| Avianca                | 1. Bogota                                                                                     |  |
| Avianca Cargo          | 1. Montevideo                                                                                 |  |
| Camair-Co              | 1. Buenos Aires-Ministro Pistarini                                                            |  |
| Copa Airlines          | 1. Panama                                                                                     |  |
| GOL Linhas Aereas      | 1. São Paulo                                                                                  |  |
| JetSMART Argentina     | 1. Buenos Aires-Jorge Newbery                                                                 |  |
| LATAM Airlines         | 1. Lima 2. Santiago 3. São Paulo                                                              |  |
| Silk Way Airlines      | 1. Buenos Aires-Jorge Newbery 2. Ciudad del Este 3. Florianopólis 4. Montevideo 5. Santa Cruz |  |
|                        |                                                                                               |  |
|                        |                                                                                               |  |